# Sekretarz generalny Rady Europy
Sekretarz generalny Rady Europy – organ administracyjny Rady Europy, jeden z jej czterech najważniejszych (obok Komitetu Ministrów, Zgromadzenia Parlamentarnego i Kongresu Władz Lokalnych i Regionalnych Europy). 
Odpowiedzialny jest za bieżące funkcjonowanie tej organizacji. Jest depozytariuszem umów, na przykład Europejskiej konwencji praw człowieka, Europejskiej konwencji o ochronie dziedzictwa archeologicznego. Swoje funkcje wykonuje za pomocą personelu liczącego ponad tysiąc pracowników. 

## Sekretarze generalni Rady Europy
Kadencja sekretarza generalnego trwa 5 lat. Jak dotąd urząd ten sprawowało trzech Francuzów, trzech Austriaków, dwóch Brytyjczyków, Włoch, Niemiec, Hiszpan, Szwed, Norweg i Chorwatka. 
| Sekretarz               | Narodowość      | Czas urzędowania                        |
| Jacques Camille Paris   | Francja         | 11 sierpnia 1949–17 lipca 1953          |
| Léon Marchal            | Francja         | 21 września 1953–24 września 1956       |
| Lodovico Benvenuti      | Włochy          | 19 września 1957–15 marca 1964          |
| Peter Smithers          | Wielka Brytania | 16 marca 1964–15 września 1969          |
| Lujo Tončić-Sorinj      | Austria         | 16 września 1969–16 września 1974       |
| Georg Kahn-Ackermann    | Niemcy          | 17 września 1974–17 września 1979       |
| Francenz Karasek        | Austria         | 1 października 1979–1 października 1984 |
| Marcelino Oreja Aguirre | Hiszpania       | 1 października 1984–1 czerwca 1989      |
| Catherine Lalumière     | Francja         | 1 czerwca 1989–31 maja 1994             |
| Daniel Tarschys         | Szwecja         | 1 czerwca 1994–1 września 1999          |
| Walter Schwimmer        | Austria         | 1 września 1999–31 sierpnia 2004        |
| Terry Davis             | Wielka Brytania | 1 września 2004–30 września 2009        |
| Thorbjørn Jagland       | Norwegia        | 1 października 2009–17 września 2019    |
| Marija Pejčinović Burić | Chorwacja       | 18 września 2019 – 17 września 2024     |
| Alain Berset            | Szwajcaria      | 18 września 2024 –                      |
| ----------------------- | --------------- | --------------------------------------- |